# فرانكو برامبيا
فرانكو برامبيا (بالإيطالية: Franco Brambilla)‏ هو كاهن كاثوليكي إيطالي، ولد في 27 نوفمبر 1923 في بروغيريو في إيطاليا، وتوفي بنفس المكان في 28 يوليو 2003.